# Гай (музей мистецтва)

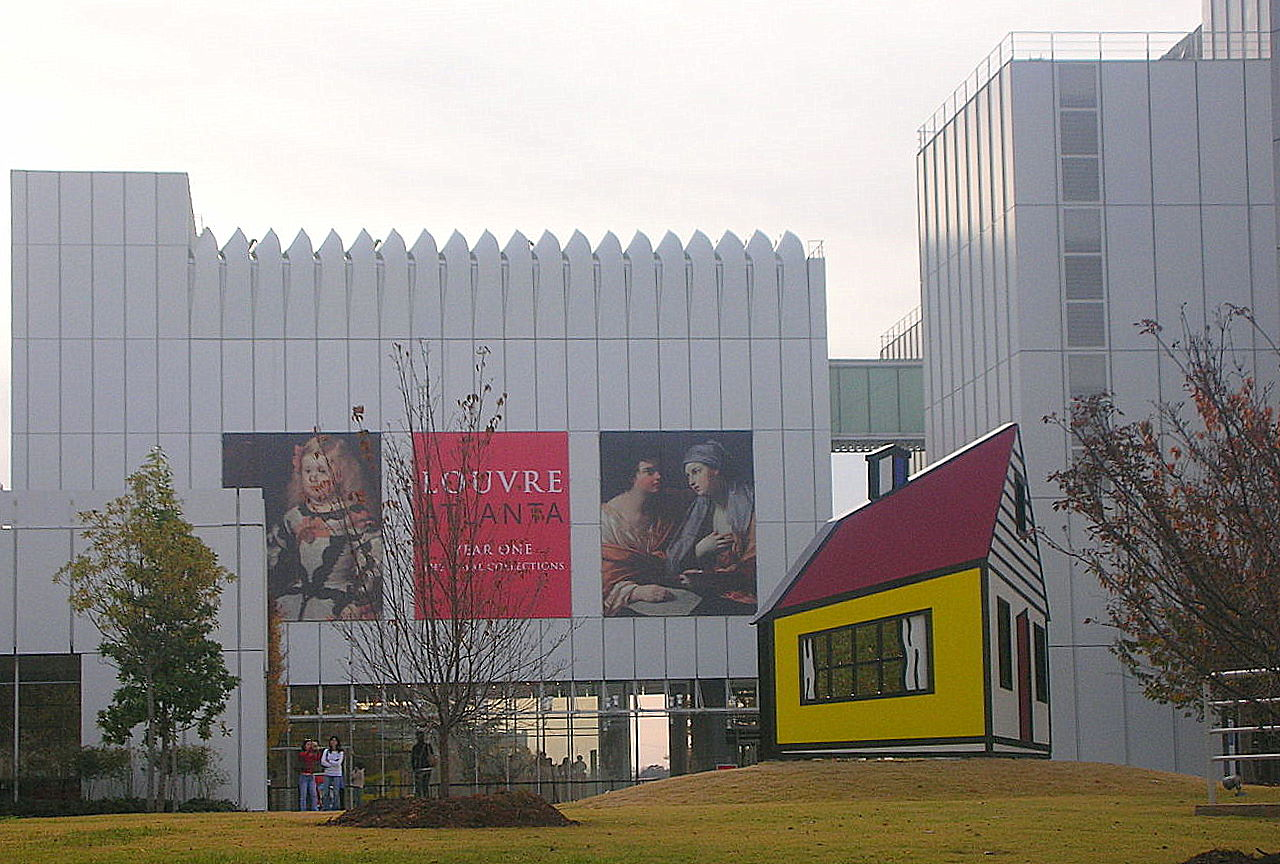
Новий корпус за проєктом Ренцо Піано.

Художній музей Гай (в розмові часто лише Гай) — художній музей в Атланті, штат Джорджія. 
Музей був відкритий у 1905 році Асоціацією мистецтв Атланти. У 1926 музей отримав доброчинний внесок від родини Гай (англ. High) і з тих пір називається цим іменем. У 1983 році архітектором Річардом Маєром була спроєктована прибудова, згодом побудована Ренцо Піано .
Постійна колекція включає твори африканського, американського та європейського мистецтва, загалом близько 11 000 експонатів. У музеї зберігаються твори Джованні Батісти Тьєполо, Клода Моне, Чака Клоза, Доротеї Ланж, Ґергарда Ріхтера та Ансельма Кіфера та інших. У центрі уваги колекції та спеціальних виставок - сучасне мистецтво .

## Виставка "Від Пікассо до Воргола"
До 29 квітня 2012 року музей демонстрував виставку «Від Пікассо до Воргола» з понад 100 роботами 14 важливих художників 20-го століття. Вони складалися з робіт Музею сучасного мистецтва, Нью-Йорк.

## Вебпосилання
- Офіційний вебсайт [Архівовано 8 липня 2017 у Wayback Machine.]